# Romulus Bulacu
Romulus Bulacu (n. 14 aprilie 1956

, Râmnicu Vâlcea) este un senator român, ales în 2016 pe listele PNL. Romulus Bulacu este membru în grupurile parlamentare de prietenie cu Marele Ducat de Luxemburg, Regatul Norvegiei și Republica Columbia. 